# Макфарлейн, Норман
Норман Соммервиль Макфарлейн, барон Макфарлейн Берсденский (англ. Norman Somerville Macfarlane, Baron Macfarlane of Bearsden, 5 февраля 1926, Глазго, Шотландия, Великобритания — 4 ноября 2021) — британский предприниматель и политический деятель. Кавалер ордена Чертополоха (1996). Член Палаты лордов от Консервативной партии в 1991—2016 годах.

## Биография
Макфарлейн родился 5 февраля 1926 года в шотландском Глазго. Во время учёбы в Старшей школе Глазго в 1944—1945 годах он играл за молодёжную команду футбольного клуба «Куинз Парк». После окончания школы Макфарлейн поступил на военную службу в Королевский полк артиллерии. В 1945—1947 годах он служил в Палестине. Вернувшись в Великобританию, Макфарлейн занялся предпринимательской деятельностью: в 1949 году на заработанные в армии двести фунтов стерлингов он основал упаковочную компанию N.S. Macfarlane & Co. Ltd. (в 1973 году она вышла на фондовый рынок и была переименована в Macfarlane Group) В 2000-е годы его компания вышла за пределы Великобритании и в настоящее время имеет 23 филиала.
Макфарлейн — один из четырёх директоров культуры и спорта Глазго. В 1991 году он стал членом Эдинбургского королевского общества. Он является почётным патроном футбольного клуба «Куинз Парк» (с 2007 года), а также патроном Фонда национальной коллекции произведений искусства (с 1978 года). Макфарлейн также был директором Центра шотландского современного искусства (1978—1981), Шотландского национального оркестра (1977—1982) и Шотландской балетной труппы (1975—1987), занимался патронажем Шотландской национальной галереи (1986—1997).
1 марта 1983 года Макфарлейн был посвящён в рыцари. 29 июля 1991 года он стал пожизненным пэром, получив титул барона Макфарлейн Берсденского. 3 декабря 1996 года Макфарлейн был награждён орденом Чертополоха. Он заседал в Палате лордов до 21 июля 2016 года.
Макфарлейн женат, у него есть сын и четыре дочери. Сын Хэмиш владеет компанией по ремонту персональных компьютеров.

## Награды
- Кавалер ордена Чертополоха (Великобритания, 3 декабря 1996)